# Tropaeolum brideanum
Tropaeolum brideanum är en krasseväxtart som beskrevs av Benkt U. Sparre. Tropaeolum brideanum ingår i släktet krassar, och familjen krasseväxter. Inga underarter finns listade i Catalogue of Life.